# Contraofertă
Contraoferta este o altă ofertă, făcută de cel căruia i s-a adresat oferta inițială și care este adresată ofertantului originar. Contraoferta modifică cel puțin una din condițiile ofertei inițiale. Dacă nu ar modifica nimic din oferta inițială, se poate vorbi despre conceptul de Ofertă și acceptare. 
Contraoferta "ucide" oferta inițială, făcând-o nulă. În același timp, ofertantul inițial devine ținta contraofertei, iar adresantul ofertei devine noul ofertant.
Dacă ulterior, contraofertantul este dispus a accepta oferta inițială, pe care, prin respingere "a ucis-o", va trebui să reformuleze oferta inițială ca o nouă contraofertă.

### Articole conexe
- Acceptare
- Cerere și ofertă
- Ofertă (declarație de intenție)
- Ofertă și acceptare
- Ofertă specială